# Lasioglossum uncinatum
Lasioglossum uncinatum är en biart som beskrevs av Walker 1995. Lasioglossum uncinatum ingår i släktet smalbin, och familjen vägbin. Inga underarter finns listade i Catalogue of Life.

## Bildgalleri

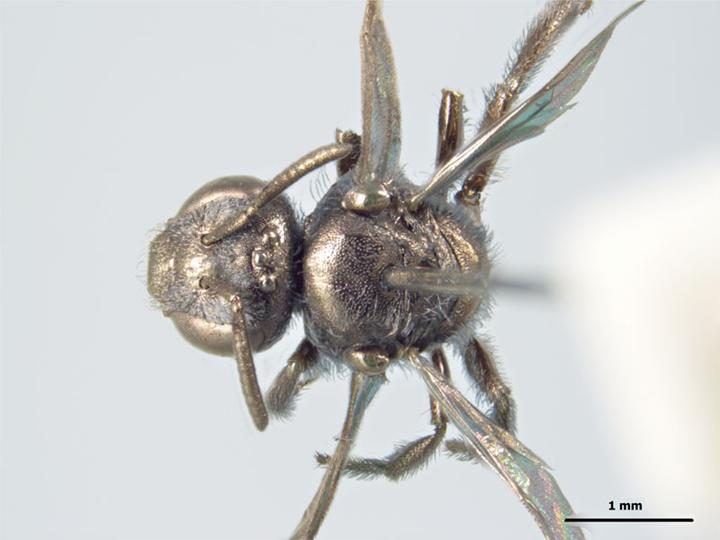